# رقروق خيمي
الرقروق الخيمي (باللاتينية: Helianthemum umbellatum) نوع نباتي يتبع جنس الرقروق من الفصيلة القريضية. تضعه بعض المراجع ضمن جنس مختلف تحت اسم (باللاتينية: Halimium umbellatum).

## الموئل والانتشار
النبات واطن في بلاد الشام.